# Kilmieź (obwód kirowski)
Kilmieź (ros. Кильмезь) – osiedle typu miejskiego w Rosji, w obwodzie kirowskim, ośrodek administracyjny rejonu kilmieskiego. W 2010 liczyło 5956 mieszkańców.